# Ministerstwo Komunikacji ZSRR
Ministerstwo Komunikacji ZSRR (ros. Министерство путей сообщения СССР; uprzednio Ludowy Komisariat Komunikacji ZSRR, uprzednio Ludowy Komisariat Komunikacji RFSRR) – centralny organ władzy państwowej, urząd zajmujący się problematyką komunikacji w Rosji Radzieckiej, następnie w ZSRR; po przekształceniu ludowych komisariatów w ministerstwa działający również w tej randze.
Został utworzony w grudniu 1917 jako Ludowy Komisariat Komunikacji RFSRR, poprzez przekształcenie Ludowego Komisariatu do spraw Kolejnictwa RFSRR.
6 lipca 1923 komisariat RFSRR przekształcono w komisariat ZSRR.
30 stycznia 1931 z Komisariatu wyłączono część zadań, tworząc Ludowy Komisariat Transportu Wodnego ZSRR.
15 marca 1946 został przekształcony w Ministerstwo Komunikacji ZSRR.
15 marca 1953 Ministerstwo Komunikacji przejęło funkcję rozwiązanego Ministerstwa Przemysłu Transportu Samochodowego ZSRR; 26 sierpnia 1953 funkcje te przejęło nowo powołane Ministerstwo Transportu Samochodowego i Autostrad ZSRR.
Zostało zlikwidowane 20 stycznia 1992 w związku z likwidacją ZSRR.

## Okresy funkcjonowania
- 12.1917–6.07.1923 (RFSRR);
- 6.07.1923–26.12.1991 (ZSRR).

## Ludowi Komisarze Komunikacji RFSRR
- Mark Jelizarow 12.1917–7(20).01.1918,
- Aleksiej Rogow 24.02–9.5.1918,
- Piotr Koboziew 9.05–06.1918,
- Władimir Niewski 25.07.1918–15.03.1919,
- Leonid Krasin 30.03.1919–20.03.1920,
- Lew Trocki 20.03–10.12.1920, czasowo pełniący obowiązki,
- Aleksandr Jemszanow 10.12.1920–14.04.1921,
- Feliks Dzierżyński 14.04.1921–6.07.1923.

## Ludowi Komisarze Komunikacji ZSRR
- Feliks Dzierżyński 6.07.1923–2.02.1924,
- Jānis Rudzutaks 2.02.1924–11.06.1930,
- Moisiej Ruchimowicz 11.06.1930–2.10.1931,
- Andriej Andriejew 2.10.1931–28.02.1935,
- Łazar Kaganowicz 28.02.1935–22.08.1937; 5.04.1938–25.03.1942; 26.02.1943–20.12.1944,
- Aleksiej Bakulin 22.08.1937–5.04.1938,
- Andriej Chrulow 25.03.1942–26.02.1943.
- Iwan Kowalow komisarz/minister; 20.12.1944–5.06.1948.

## Ministrowie Komunikacji ZSRR
- Boris Bieszczew 5.06.1948–14.01.1977,
- Iwan Pawłowski 14.01.1977–29.11.1982,
- Nikołaj Konariew 29.11.1982–26.12.1990,
- Leonid Matiuchin 8.05–26.11.1991[3].